# Кевін Гансен
Кевін Гансен  (англ. Kevin Hansen, 19 березня 1982) — американський волейболіст, олімпійський чемпіон.

## Виступи на Олімпіадах
| Олімпіада  | Дисципліна | Місце |
| ---------- | ---------- | ----- |
| Пекін 2008 | волейбол   | 1     |